# Командование резерва ВВС
Командование резерва Военно-воздушных сил США (англ. Air Force Reserve Command; AFRC) — главное авиационное командование Военно-воздушных сил Соединённых Штатов Америки.

## История организационного строительства

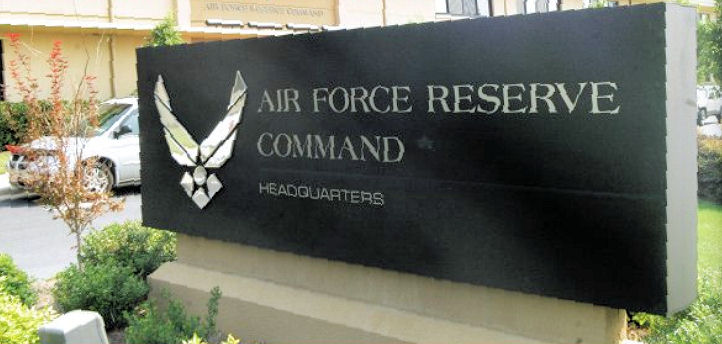
Стела Командования на авиабазе Робинс

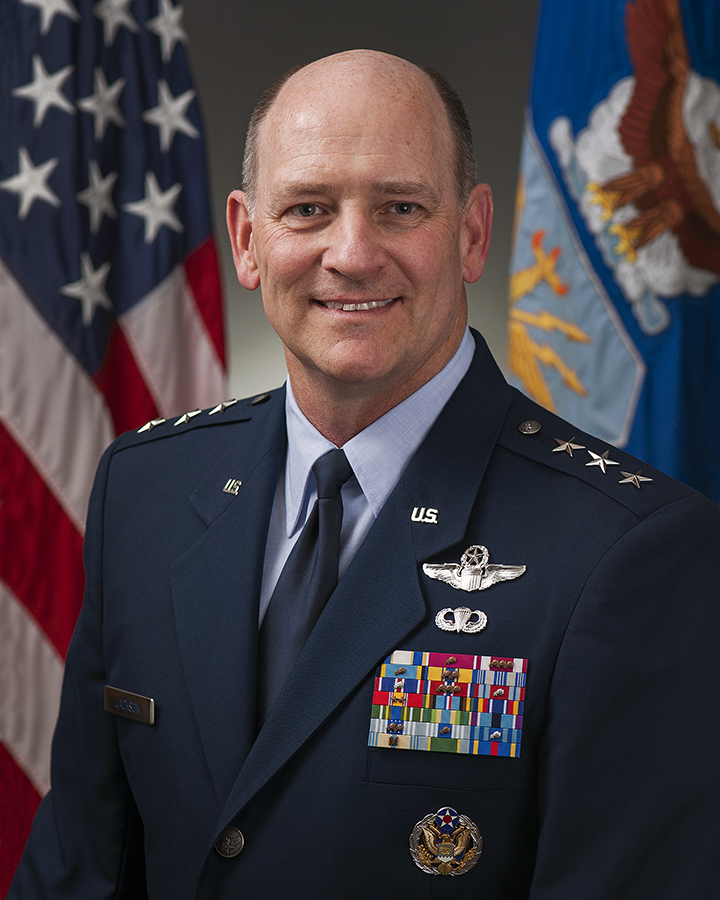
Командующий генерал-лейтенант Джеймс Ф. Джексон

Командование резерва ВВС сформировано 1 августа 1968 года как Резерв Военно-воздушных сил США. Своё современное наименование командование получило 17 февраля 1997 года.

## Базирование
Штаб-квартира командования — Робинс штата Джорджия.

## Командование
- Командующий — генерал-лейтенант Джеймс Ф. Джексон (James F. Jackson)

## Выполняемые задачи
На командование возложено выполнение следующих основных задач:
- Обеспечение подготовки резервистов к выполнению боевых задач[1];
- Подготовка и проведение специальных операций[1];
- Подготовка и проведение спасательных работ[1];
- Оказание медицинской помощи и эвакуация[1];
- выполнение задач эвакуации, пожаротушения и распыления средств пожаротушения[1];
- проведение метеорологической разведки[1];
- выполнение тренировочных полётов по планам космической и лётной подготовки[1];
- другие задачи, связанные с ликвидацией стихийных бедствий как в стране, так и оказание помощи за рубежом[1].

## Структура
Командование резерва ВВС структурно представляет собой части, дислоцированные на континентальной части США. Эти части являются постоянно действующими и проходят боевую подготовку по тем же программам, что и регулярные ВВС. Многие авиакрылья и авиагруппы резерва непосредственно связаны с авиакрыльями и авиагруппами Боевого авиационного командования и Командования воздушных перевозок, имеют на вооружении такие же летательные аппараты и базируются на тех же авиационных базах.
Организационно в состав Командования входят:
- 4-я воздушная армия (Марч (March), штат Калифорния, резерв Командования воздушных перевозок)[1];
- 10-я воздушная армия (Форт-Уорт (Fort Worth), Техас, резерв Боевого авиационного командования)[1];
- 22-я воздушная армия (Доббинс (Dobbins), Джорджия, резерв Командования воздушных перевозок)[1];
- Рекрутинговая служба Командование резерва (Робинс, Джорджия)[1];
- Центр подготовки авиационного резерва (Бакли, Орора (Колорадо) (Buckley)[1];
- Центр укомплектования (Робинс, Джорджия)[1];
- Группа управления подготовкой (Робинс, Джорджия)[1].

## Вооружение
На вооружении командования находятся:
- самолёты-бомбардировщики — 18;
- ударные самолёты (истребители и штурмовики) — 101;
- самолёты-лаборатории — 5;
- самолёты-разведчики — 11;
- самолёты-заправщики — 72;
- транспортные самолёты — 148;
- вертолёты — 15.